# 下程光梨
下程 光梨（したほど ひかり、1987年1月29日 - ）は、広島ローカルで活動しているフリーアナウンサー。元モデル(広島ローカル）、元NIB長崎国際テレビのアナウンサー。広島県廿日市市出身。広島東洋カープファン。そろばん2級。

## 人物
広島でモデル活動を開始、ウェルストンプロモーションに所属 し、モデル活動やイベントMCと並行してテレビに出演。2011年4月から2014年3月28日までRCCニュース6（RCCテレビ）でスポーツキャスターを担当。また、2012年9月より「ひろしまいのちのサポーター」に就任。
2014年4月よりNIB長崎国際テレビのアナウンサーとして活動。ひるじげドン、NIB news every. に出演。
2015年3月31日付けでNIB長崎国際テレビを退職。2015年3月30日に『ひろしま満点ママ』にコーナー「どこいる?LIVE」レポーターとして出演し広島ローカルでフリーアナウンサー活動を開始。
NIB長崎国際テレビアナウンサー時代は下程光梨として活動していたが、現在、広島ローカルで下程ひかりとして活動。

## 現在の出演

### テレビ
- ひろしま満点ママ!! （2016年4月 - 、TSSテレビ新広島） 月～金曜コーナー「情報スパイス」 - 2018年4月より藤岡なおと交代で隔週出演
  - フリー活動再開後最初の出演となった2015年3月30日は、まだ長崎国際テレビの社員として籍が残っていた。
  - 金曜以外に不定期で生中継リポーターを務めることがある（「情報スパイス」出演の週以外）。
  - やまとなでしこ旅日和 愛媛県今治市の旅（2018年1月26日） 満点ママで初の旅レポ
- 満点ママ!!プラス（TSSテレビ新広島）
- TSSプライムフライデー（2018年4月 - ） コーナー「知っ得! Friday」「プライムエンタ」担当
- 音の味 ～こだわり料理にはおいしい音がある～（2018年4月 - 、広島テレビ） ナビゲーター。吉村詩津香と出演。
- 広島東洋カープ主催試合中継 （J SPORTS） リポーター

## 過去の出演

### モデル時代（広島ローカル）
- RCCニュース6 （2011年4月 - 2014年3月28日、RCCテレビ：火曜～金曜） スポーツキャスター
- るんるんCafe （2012年4月 - 2012年9月、HTV広島テレビ：木曜・金曜 10:00～10:30）
- お宝ハンターくれきん団 （2013年4月 - 2014年3月、RCCテレビ） 泉水はる佳と共に隊員を務めた

### NIB長崎国際テレビ時代
- ひるじげドン （ 2014年4月5日 - 2015年3月21日）
- NIB news every.

### フリーアナウンサー時代（広島ローカル）
- E TOWN・SPORTS （2015年4月 - ?、RCCテレビ） 「週刊Ennovation」 宮脇静香と交代で出演
- 広島美少女チャンネルCATV版（2016年4月、ちゅピCOMひろしま）
- from H 広島発のエンタメチャンネル『サタケ おむすび番外地!!』 (2016年5月 - 6月、YouTube） 大松しんじと共に出演
- JSPORTS広島東洋カープセリーグ優勝ビールかけ生放送（2016年9月10日、JSPORTS） ビールかけJSPORTSリポーター
- 鯉に恋するコイトーク（2016年12月6日・12日、TSSテレビ新広島）
- LOVEダンジョン（2017年11月22日、TSSテレビ新広島）
- 音の味 ～こだわり料理にはおいしい音がある～（2017年4月3日 - 9月25日、広島テレビ）
- TSSみんなのテレビ （ - 2018年3月、TSSテレビ新広島）
  - 毎週火曜 コーナー「お買い得情報＋晩ごはん買いまSHOW!」（2017年10月3日 - 2018年3月） フジグラン広島から生中継　江本一真とコンビで出演 
    - 2016年10月6日～2017年9月20日毎週月曜・水曜　TSS加藤雅也アナウンサーとコンビで出演

  - 毎週金曜（ - 2018年3月）　JR広島駅前から生中継 「お知らせ」「ヒロシマイケルからの挑戦状 もってけ10万円 ペアでおえかきクイズ」

## CM
- ジャストホーム（2015年）